# Eta de l'Ossa Menor
Eta de l'Ossa Menor (η Ursae Minoris) és un estel a la constel·lació de l'Ossa Menor. De magnitud aparent +4,95, s'hi troba a 97 anys llum del sistema solar. Se l'anomena de vegades Anwar al Farkadain, d'origen àrab, significa «el més brillant dels dos vedells», en contraposició a Alifa al Farkadain, «el més tènue dels dos vedells», denominació que rep l'estel ζ Ursae Minoris. Curiosament Alifa al Farkadain és més brillant que Anwar al Farkadain. Aquesta última és també coneguda pel nom d'Alasco.
Anwar al Farkadain és una estrella nana blanc-groga de tipus espectral F5V —no gaire diferent del Sol— encara que més calent que ell, amb una temperatura de 6.400 k. La seva lluminositat, equivalent a 7,4 sols, és major del que caldria esperar per a un estel del seu tipus espectral i temperatura, cosa per la qual hom pensa que està propera a convertir-se en una subgegant, és a dir, un estel que ha finalitzat la combustió de l'hidrogen. Amb un diàmetre dues vegades major que el del Sol, la seva massa s'estima al voltant de 1,4 masses solars.
A diferència del Sol, la velocitat de rotació del qual és de 2 km/s, Anwar al Farkaidan té una velocitat de rotació molt major, d'almenys 76 km/s, emprant menys de 1,4 dies a completar una volta, temps molt menor que el període de rotació solar d'aproximadament 27 dies.